# 依诺昔酮
依诺昔酮（商品名：Perfan）是一种含氮有机硫化合物，分子式C
12H
12N
2O
2S，带有咪唑啉酮基团，能作为磷酸二酯酶抑制药。